# Shasta megye
Shasta megye az Amerikai Egyesült Államokban, azon belül Kalifornia államban található. Lakosainak száma 182 155 fő (2020. április 1.). Shasta megye Trinity, Tehama, Siskiyou, Modoc, Lassen és Plumas megyékkel határos.

## Népesség
A megye népességének változása:
| Lakosok száma | 177 284 | 177 917 | 178 368 | 178 980 | 179 533 | 180 080 | 182 155 |
|               | 2010    | 2011    | 2012    | 2013    | 2015    | 2019    | 2020    |